# Cuphea ciliata
La yerba de la culebra (Cuphea ciliata) es una especie de planta de la familia Lythraceae. 

## Taxonomía
Cuphea ciliata fue descrita por Hipólito Ruiz López y José Antonio Pavón y Jiménez, y publicado en Florae Peruvianae, et Chilensis Prodromus 66, t. 11. 1794.
Sinonimia
- Banksia ciliata Dombey ex DC.
- Cuphea ciliata f. vestita Koehne
- Cuphea loxensis Kunth
- Cuphea microphylla Kunth
- Cuphea serpyllifolia Kunth
- Cuphea serpyllifolia var. tachirensis Steyerm.
- Lythrum cistifolium L'Hér. ex DC.
- Quirina microphyla (Kunth) Raf.[3]